# Ob Ljubljanici
Ob Ljubljanici je ena izmed ulic oz. nabrežje ob Ljubljanici v Ljubljani.

## Zgodovina
Kdaj je ta del nabrežja na Kodeljevem bil poimenovan, ni znano. Prvič je ime zabeleženo leta 1930.
Leta 1939 so podaljšali nabrežje še v Štepanjo vas.

## Urbanizem
Ulica poteka od križišča s Zaloško cesto in Poljanskim nasipom do T-križišča s Kajuhovo ulico.
Od glavne ceste se (od zahoda proti vzhodu) odcepi več dodatnih krakov ulice:
- slepi krak,
- dva kraka, ki se povezujeta na Miklavčevo ulico.

Na ulico se (od zahoda proti vzhodu) povezujejo: Koblarjeva, Gasparijeva, Jakopičeva, Grablovičeva, Zadružna, Kosovelova, Jana Husa, Klunova, Malejeva, Pugljeva, na Peči in Miklavčeva. 